# Villabáñez
Villabáñez község Spanyolországban, Valladolid tartományban. Villabáñez Renedo de Esgueva, Castronuevo de Esgueva, Villarmentero de Esgueva, Olmos de Esgueva, Villavaquerín, Sardón de Duero, Traspinedo és Tudela de Duero községekkel határos. Lakosainak száma 507 fő (2024).

## Népesség
A település népessége az utóbbi években az alábbiak szerint változott:
| Lakosok száma | 465  | 480  | 500  | 535  | 537  | 566  | 519  | 490  | 499  | 507  |
|               | 2001 | 2004 | 2007 | 2009 | 2012 | 2014 | 2017 | 2019 | 2022 | 2024 |